# Thiersheim
Thiersheim je obec s tržními právy (Markt) v německé spolkové zemi Bavorsko, v zemském okresu Wunsiedel im Fichtelgebirge.

## Geografie
Obec se nachází ve Smrčinách, v blízkosti hranic s Českou republikou.

## Historie
Název Thiersheim pochází pravděpodobně ze spojení Heim des Teor (také Tior či Tier).
První zmínka o obci pochází z roku 1182, kdy císař Friedrich Barbarossa daroval obci benediktýnský klášter Reichenbach. Mezi lety 1415 až 1791 byl Thiersheim pod vládou purkrabích z Norimberka a později markrabat Braniborských-Bayreuthských. Markrabství Ansbachsko-Bayreutské spolu s obcí přešlo v roce 1791 Pruskému království. V roce 1810 se Thiersheim stal majetkem království Bavorského.

## Památky
- katolický kostel nanebevzetí Panny Marie
- evangelický kostel

## Místní části
- Thiersheim
- Grafenreuth
- Kothigenbibersbach
- Leutenberg
- Neuenreuth
- Putzenmühle
- Steinhaus
- Stemmas
- Wampen